# یونیورسیتی پارک (فلوریدا)
یونیورسیتی پارک (به انگلیسی: University Park) یک منطقهٔ مسکونی در ایالات متحده آمریکا است که در شهرستان میامی-دید، فلوریدا واقع شده‌است. یونیورسیتی پارک ۱۰٫۶ کیلومتر مربع مساحت و ۲۶٬۵۳۸ نفر جمعیت دارد و ۱ متر بالاتر از سطح دریا قرار دارد.